# Claus Cremer

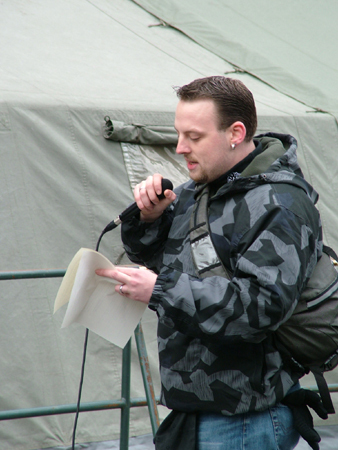
Claus Cremer als Redner auf einer Neonazi-Kundgebung am 18. Februar 2006 in Münster

Claus Cremer (* 9. Januar 1979 in Bochum) aus Wattenscheid ist ein Politiker der rechtsextremen Partei Die Heimat und Aktivist der neonazistischen Freien Kameradschaftsszene.

## Parteikarriere
Der gelernte Industriekaufmann übernahm im Jahr 2000 kommissarisch das Amt des NRW-Landesvorsitzenden der Jungen Nationaldemokraten für den wegen eines Überfalls auf die KZ-Gedenkstätte Kemna verurteilten Amtsinhaber Thorsten Crämer. Zur Bundestagswahl 2002 kandidierte Cremer auf Platz 12 der NPD-Landesliste. Bei den Kommunalwahlen 2004 gelang ihm der Einzug in die Wattenscheider Bezirksvertretung. Zur Landtagswahl 2005 traten Cremer auf Platz 3 der Landesliste und als Direktkandidat in Bochum und seine Lebensgefährtin Daniela Wegener auf Platz 10 der Landesliste an. Auch bei der Bundestagswahl 2005 war er Kandidat der NPD in Bochum. Er fungierte als stellvertretender NPD-Landesvorsitzender, Landesgeschäftsführer und Pressesprecher in Nordrhein-Westfalen. Auf dem Landesparteitag der NPD-NRW am 15. Juni 2008 wurde Cremer zum neuen Landesvorsitzenden der Partei gewählt. Bis zum 31. März 2018 saß er als Einzelkandidat im Bochumer Stadtrat. Seit dem 1. April 2018 sitzt er zusammen mit Francis Marin als NPD-Gruppe im Rat der Stadt Bochum zu zweit im Rat der Stadt Bochum. Francis Marin ist als ehemaliges pro-NRW-Mitglied nach dem Tod des Einzelkandidaten Hans-Joachim Adler als zweiter der Reserveliste in den Rat nachgerückt und wechselte zum 1. April 2018 zur NPD, um mit Cremer zusammenzuarbeiten.
Zur Landtagswahl in Nordrhein-Westfalen 2012 war Cremer Spitzenkandidat.

## Aktivist der Freien Kameradschaften
Neben seinen Partei-Aktivitäten ist Cremer im neonazistischen Kameradschaftsspektrum tätig und Führer der Kameradschaft „Freier Widerstand Wattenscheid“. Auch seine Lebensgefährtin Daniela Wegener ist Kameradschaftsführerin im Sauerland. Im NPD-Landesvorstand ist Cremer daher verantwortlich für die „außerparteiliche Koordination“, was konkret die Koordination zwischen den freien Kameradschaften und der Partei beinhaltet.
Claus Cremer ist mitverantwortlich für die Organisation verschiedener Demonstrationen, Kundgebungen, Infostände und revisionistischer Gedenkveranstaltungen in Bochum und den umliegenden Städten. So meldete er im Rahmen einer Kampagne der NPD unter der NPD-Bezeichnung Arbeit für Millionen statt Profit für Millionäre am 10. Juni 2006 in Gelsenkirchen und am 11. Juni 2006 in Herne Demonstrationen an. Am 1. Mai 2007 war er Redner bei der größten rechtsradikalen Maidemonstration in Dortmund.
Dabei trat er mit zahlreichen führenden rechtsextremen Aktivisten auf, wie zum Beispiel Axel Reitz, Christian Worch, NPD-Landesvorstandsmitglied Timo Pradel, Thomas Wulff, Thorsten Heise und dem Publizisten Ralph Tegethoff, mit denen er gegen die Wehrmachtsausstellung protestierte. Auch ist er als Redner bei rechten Aufmärschen bekannt. So sprach er etwa am 5. März 2006 bei einer durch die rechtsradikale niederländische Partei Nederlandse Volks-Unie organisierten Veranstaltung in Nijmegen.

## Verurteilungen
Am 18. Februar 2005 wurde er vor dem Bochumer Landgericht aufgrund antisemitischer Äußerungen auf einer Neonazi-Demonstration wegen Volksverhetzung zu einem Jahr Haft auf Bewährung verurteilt. Der Bundesgerichtshof in Karlsruhe bestätigte im Dezember 2005 das Urteil.